# Перес Аильон, Марселино
Марселино Перес Аильон (исп. Marcelino Pérez Ayllón; род. 13 августа 1955, Сабадель) — испанский футболист, защитник.

## Карьера
Марселино Перес начал карьеру в клубе его родного города «Химнастико Меркантиль». Оттуда он перешёл в профессиональную команду «Сабадель». С 1972 года Перес стал выступать за первый состав клуба. Там он провёл 2 сезона, проведя 54 матча. В 1974 году Перес перешёл в «Атлетико Мадрид», в составе которого дебютировал в Примере чемпионата Испании. Всего за столичный клуб Марселино выступал 10 сезонов, сыграв 253 матча и забив 4 гола, из которых 190 матчей и 3 гола в чемпионате, 42 матча и 1 гол в Кубке Испании и 21 встречу защитник провёл на международном уровне. Затем Перес недолго играл в клубе «Конкуэнсе», потом в «Саламанке» и «Лериде».
В составе сборной Испании Перес дебютировал 26 октября 1977 года в матче с Румынией, в котором его команда победила 2:0. Всего в футболке национальной команды Марселино сыграл 13 встреч. Последний матч защитник провёл также с Румынией 4 апреля 1979 года (2:2).
Завершив карьеру футболиста, Перес стал тренером. Он был ассистентом Хосе Антонио Камачо в «Райо Вальекано» и «Севилье». Затем самостоятельно тренировал «Кадис» и клубы низших дивизионов — «Карабанчель» и «Талаверу». В 2000 году Марселино был помощником Фернандо Самбрано в мадридском «Атлетико».

## Достижения
- Обладатель Межконтинентального кубка: 1974
- Обладатель Кубка Испании: 1976
- Чемпион Испании: 1977